# Landschaftsschutzgebiet Leegmoor
Das Landschaftsschutzgebiet Leegmoor ist ein Landschaftsschutzgebiet im Landkreis Wittmund des Bundeslandes Niedersachsen. Es trägt die Nummer LSG WTM 00019. Als untere Naturschutzbehörde ist der Landkreis Wittmund für das Gebiet zuständig.

## Beschreibung des Gebiets
Das 1977 ausgewiesene Landschaftsschutzgebiet umfasst eine Fläche von 2,8 Quadratkilometern, die sich südlich von Holtgast, einer Gemeinde in der Samtgemeinde Esens in Ostfriesland, erstrecken.

## Schutzzweck
Genereller Schutzzweck ist der „Erhalt des Charakters der grünlandwirtschaftlich genutzten Niederungen mit Fließgewässern“. Zudem soll der „Feuchtgebietscharakter der Niederungsräume des Benser Tiefs, der Stuhlleide, des Falster Tiefs, des Burgschlootes, des Reihertiefs und des Bargsteder Tiefs auf Dauer gesichert werden“. Um dieses Ziel zu erreichen, sollen die Flächen nur noch unter Berücksichtigung der Anforderungen der Wiesenvögel bewirtschaftet werden und das artenreiche Grabennetzes erhalten und entwickelt werden. Die Entwicklung eines Pufferbereiches zum Naturschutzgebiet Ochsenweide und die Erweiterung des Landschaftsschutzgebietes im Nordosten bis an das bis an den Siedlungsrand von Holtgast sind geplant. Langfristig soll der Fichtenforst durch Sukzession zu einem Wald mit standortgerechten einheimischen Gehölzen (Sumpfgebüsch oder Sumpfwald) verändert werden. Aufforstungen sollen dabei ausgeschlossen sein.